# Национальная академия наук Республики Армения
Национальная академия наук Республики Армения (НАН РА, арм. Հայաստանի Հանրապետության Գիտությունների ազգային ակադեմիա) — высшая научная организация, которая организует, осуществляет и координирует фундаментальные и прикладные исследования в различных областях науки на территории Республики Армения. Академия объединяет в своем составе научно-исследовательские институты, приравненные к ним учреждения и орган правления — президиум Национальной академии наук, включающий более 50 научных и других учреждений.
Общая численность сотрудников Академии составляет более 3700 человек (в том числе: 53 действительных членов Национальной академии наук, 59 членов-корреспондентов, 323 доктора наук, 1006 кандидатов наук).
Президиум Академии и большая часть её подразделений находятся в Ереване, столице Армении, другие подразделения расположены в Гюмри, Севане, Горисе, Ванадзоре и Капане. Астрономические исследования проводятся в Бюраканской астрофизической обсерватории.

## История
В 1927—1930 годах Закавказская комиссия АН СССР начала комплексные научные исследования в Армении, которые обосновали необходимость создания постоянной академической базы на Кавказе.

### Закавказский филиал АН СССР
В 1932—1933 годах был создан Закавказский филиал АН СССР.
В 1935 году Закавказский филиал был преобразован и разделился на Азербайджанский (АзФАН), Армянский (АрмФАН) и Грузинский (ГрФан).

### Армянский филиал АН СССР
1 февраля 1935 года было основано отделение Закавказского филиала АН СССР в ССРА, названное Армянский филиал АН СССР.
Председателем президиума отделения Закавказского филиала АН СССР в ССРА стал академик Ф. Ю. Левинсон-Лессинг.

### АН Армянской ССР

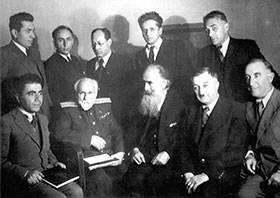
Первые члены АН Армянской ССР

Академия наук Армянской ССР (АН Арм. ССР) основана в 1943 году на базе Армянского филиала АН СССР.
25 ноября 1943 года Иосиф Орбели, Степан Малхасянц и Виктор Амбарцумян и другие провели первое собрание АН Армянской ССР.
Первыми 23 действительными членами АН Армянской ССР стали: М. Х. Абегян, А. А. Акопян, А. И. Алиханов, А. И. Алиханян, В. А. Амбарцумян, Р. А. Ачарян, Г. Х. Бунятян, В. О. Гулканян, И. В. Егиазаров, А. С. Исаакян, В. И. Исагулян, Г. А. Капанцян, С. К. Карапетян, Х. С. Коштоянц, С. С. Малхасянц, Я. А. Манандян, Л. А. Оганесов, И. А. Орбели, Л. А. Орбели, К. Н. Паффенгольц, А. З. Тамамшев, А. А. Тертерян, М. Г. Туманян.
Иосиф Орбели стал первым президентом Академии наук.
В системе академии было 5 отделений (21 научно-исследовательский институт):
- физико-технических и математических наук (научно-исследовательские институты: математики и механики; физических исследований; радиофизики и электроники)
- химических наук (научно-исследовательские институты: тонкой органической химии; органической химии; биохимии)
- наук о Земле (научно-исследовательские институты: геологических наук; геофизики и инженерной сейсмологии)
- биологических наук (научно-исследовательские институты: ботаники; зоологии; микробиологии; физиологии им. Л. Орбели; агрохимических проблем и гидропоники; экспериментальной биологии)
- общественных наук (научно-исследовательские институты: истории; археологии и этнографии; языка им. Р. А. Ачаряна; литературы им. М. А. Абегяна; экономики; искусств; философии и права)

Были созданы научно-исследовательские учреждения: Бюраканская астрофизическая обсерватория; вычислительный центр; Бюраканская оптико-механическая лаборатория: лаборатории химической физики, биофизики, нейробионики; Севанская гидро-биологическая станция; сектор востоковедения и другие. Фонд библиотечной сети академии (фундаментальная библиотека, 3 филиала).

### НАН Республики Армения
С 1993 года академия носит современное название — Национальная академия наук Республики Армения (НАН РА).

## Руководство академией
Президенты АН Армянской ССР
- 1943—1947 — Орбели, Иосиф Абгарович
- 1947—1993 — Амбарцумян, Виктор Амазаспович

Президенты НАН РА
- 1993—2006 — Саркисян, Фадей Тачатович
- 2006—2021— Мартиросян, Радик Мартиросович (с 17.05. 2006)
- 2021- н.в. Сагян, Ашот Серобович (с 28.07.2021)

## Научные организации академии
Отделение математических и технических наук
- Институт математики
- Институт механики
- Институт проблем информатики и автоматизации
- Отдел гидромеханики и вибротехники

Отделение физики и астрофизики
- Бюраканская астрофизическая обсерватория имени В. А. Амбарцумяна
- Институт радиофизики и электроники
- Институт прикладных проблем физики
- Институт физических исследований имени М. Л. Тер-Микаеляна
- Центр «Икранет-Ереван» (ICRANet)

Отделение естественных наук
- Центр эколого-ноосферных исследований
- Институт биохимии имени Г. Х. Бунятяна
- Институт ботаники имени А. Л. Тахтаджяна
- Институт проблем гидропоники имени Г. С. Давтяна
- Научно-производственный центр «Армбиотехнология»
  - Институт биотехнологии
  - Институт микробиологии
  - Центр депонирования микробов
- Институт молекулярной биологии
- Институт физиологии имени Л. А. Орбели
- Научный центр зоологии и гидроэкологии
  - Институт зоологии
  - Институт гидроэкологии и ихтиологии

Отделение химии и наук о Земле
- Научно-технологический центр органической и фармацевтической химии
  - Институт тонкой органической химии имени А. Л. Мнджояна
  - Институт органической химии
  - Центр исследования строения молекул
- Институт химической физики имени А. Б. Налбандяна
- Институт общей и неорганической химии имени М. Г. Манвеляна
- Институт геологических наук
- Институт геофизики и инженерной сейсмологии имени А. Г. Назарова

Отделение арменоведения и социальных наук
- Институт истории
- Институт философии и права
- Институт экономики имени М. Х. Котаняна
- Институт археологии и этнографии
- Институт востоковедения
- Институт языка имени Р. А. Ачаряна
- Институт литературы имени М. Х. Абегяна
- Институт искусств
- Музей-институт геноцида армян
- Ширакский центр арменоведческих исследований
- Издательство «Армянская энциклопедия»